# Great Calcutta Killing

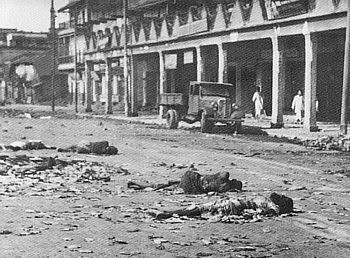
Vittime degli scontri a Calcutta

Il Great Calcutta Killing (Grande massacro di Calcutta) ebbe luogo il 16 agosto 1946 negli scontri tra fazioni indu, sikh e musulmane della città.
Le lotte, che si inserivano nel quadro del processo di decolonizzazione dell'India, durarono una settimana e lasciarono sul campo oltre quattromila morti e diecimila feriti.
Scontri simili ebbero successivamente luogo anche in altre località dell'India.